# Вдовин, Юрий Викторович
Ю́рий Ви́кторович Вдо́вин (7 марта 1925 — 26 сентября 1998) — советский архитектор, проектировщик объектов Московского и Минского метрополитенов. Заслуженный архитектор РСФСР (1981). Лауреат премии Совета Министров СССР 1977 года за проект станции «Пушкинская». Главный архитектор института «Метрогипротранс» в 1978—1985 годах.

## Биография
Родился 7 марта 1925 года в Шадринске. Принимал участие в Великой Отечественной войне.
В 1952 году окончил Московский архитектурный институт. Ученик А. Н. Душкина. В 1957 году вступил в Союз архитекторов СССР. Был членом ревизионной комиссии Союза архитекторов СССР.
Работал в институте «Метрогипротранс». Соавтор проектов 8 станций Московского метрополитена, одной станции Минского метрополитена и технической эксплуатационной документации Стамбульского метрополитена.
Соавтор проекта здания универмага «Детский мир» на Лубянке. Принимал участие в 12 отечественных и зарубежных конкурсах, в том числе памятников на Кубе и в Женеве, железнодорожного вокзала в Софии, санаториев. В 1957—1958 годах работал над конкурсным проектом Дворца Советов на Юго-Западе Москвы (совместно с А. Н. Душкиным и Б. И. Тхором).
Умер 26 сентября 1998 года.

## Проекты
| Название станции                    | Линия                   | Год запуска             | Соавторы                                                       |
| Московский метрополитен             | Московский метрополитен | Московский метрополитен | Московский метрополитен                                        |
| ----------------------------------- | ----------------------- | ----------------------- | -------------------------------------------------------------- |
| Октябрьская (с наземным вестибюлем) | @6                      | 1962                    | А. Ф. Стрелков, Н. А. Алёшина                                  |
| Ленинский проспект                  | @6                      | 1962                    | А. Ф. Стрелков, Н. А. Алёшина, В. Г. Поликарпова, А. А. Марова |
| Рязанский проспект                  | @7                      | 1966                    | Н. А. Алёшина, Н. К. Самойлова                                 |
| Пролетарская                        | @7                      | 1966                    | Ю. А. Колесникова                                              |
| Таганская                           | @7                      | 1966                    | Н. А. Алёшина, Ю. А. Колесникова                               |
| Тургеневская                        | @6                      | 1971                    | И. Г. Петухова, И. Г. Таранов                                  |
| Пушкинская                          | @7                      | 1975                    | Р. В. Баженов                                                  |
| Шоссе Энтузиастов                   | @8                      | 1979                    | В. А. Черёмин                                                  |
| Минский метрополитен                |                         |                         |                                                                |
| Октябрьская                         |                         | 1984                    | Ю. Григорьев, Е. Леонович, М. Тренин, художник А. Кузнецов     |

## Галерея

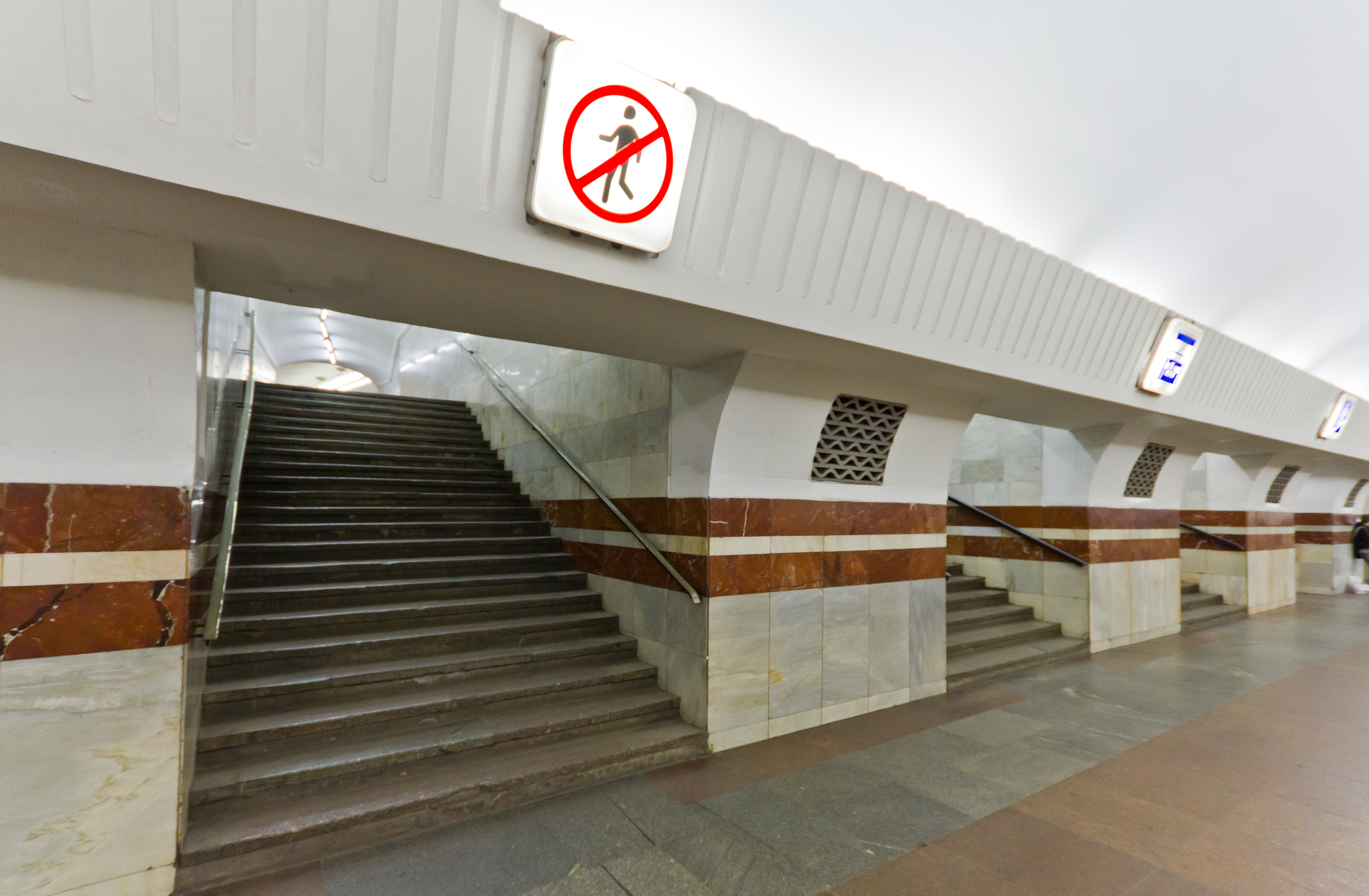
«Таганская»-радиальная
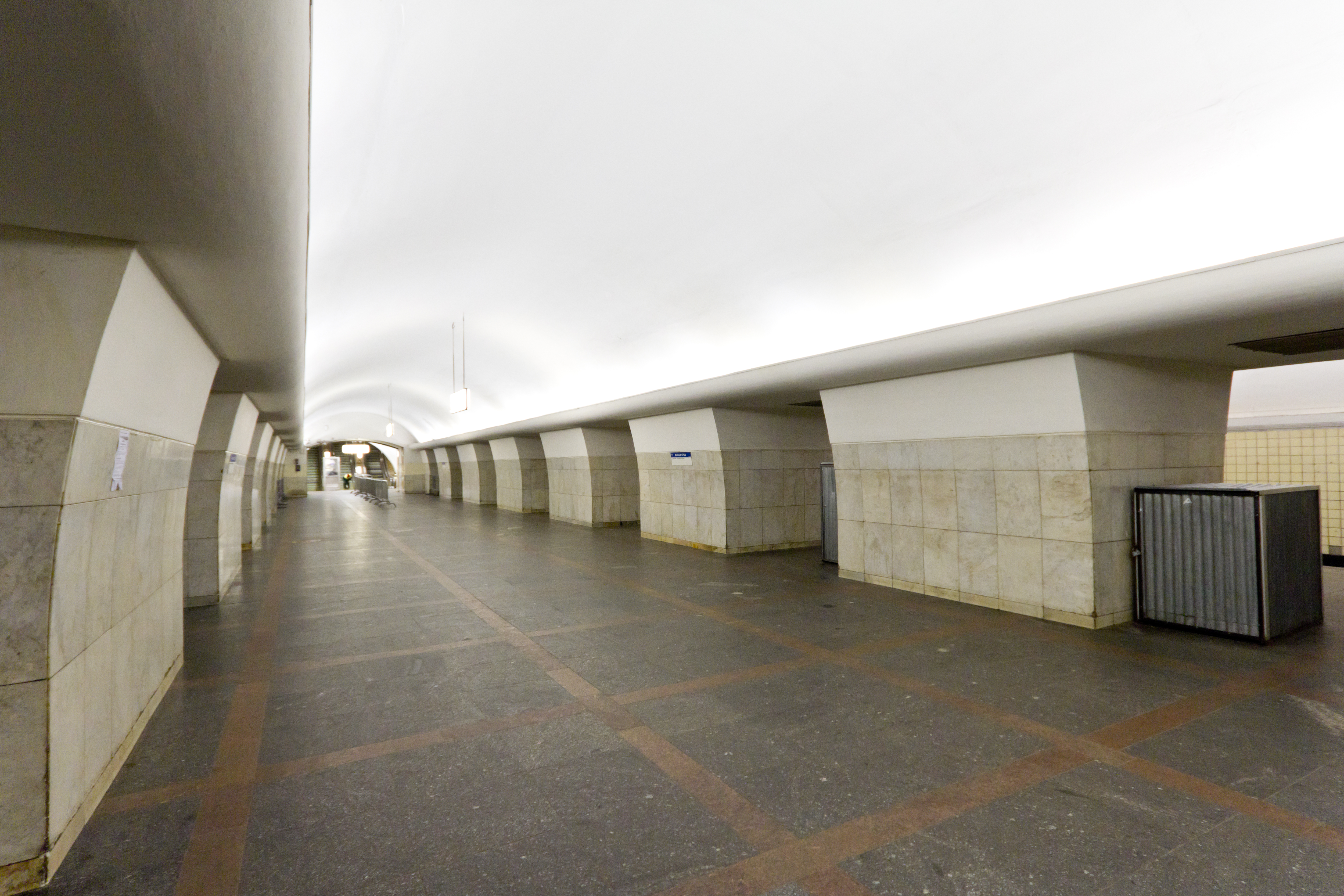
«Октябрьская»-радиальная
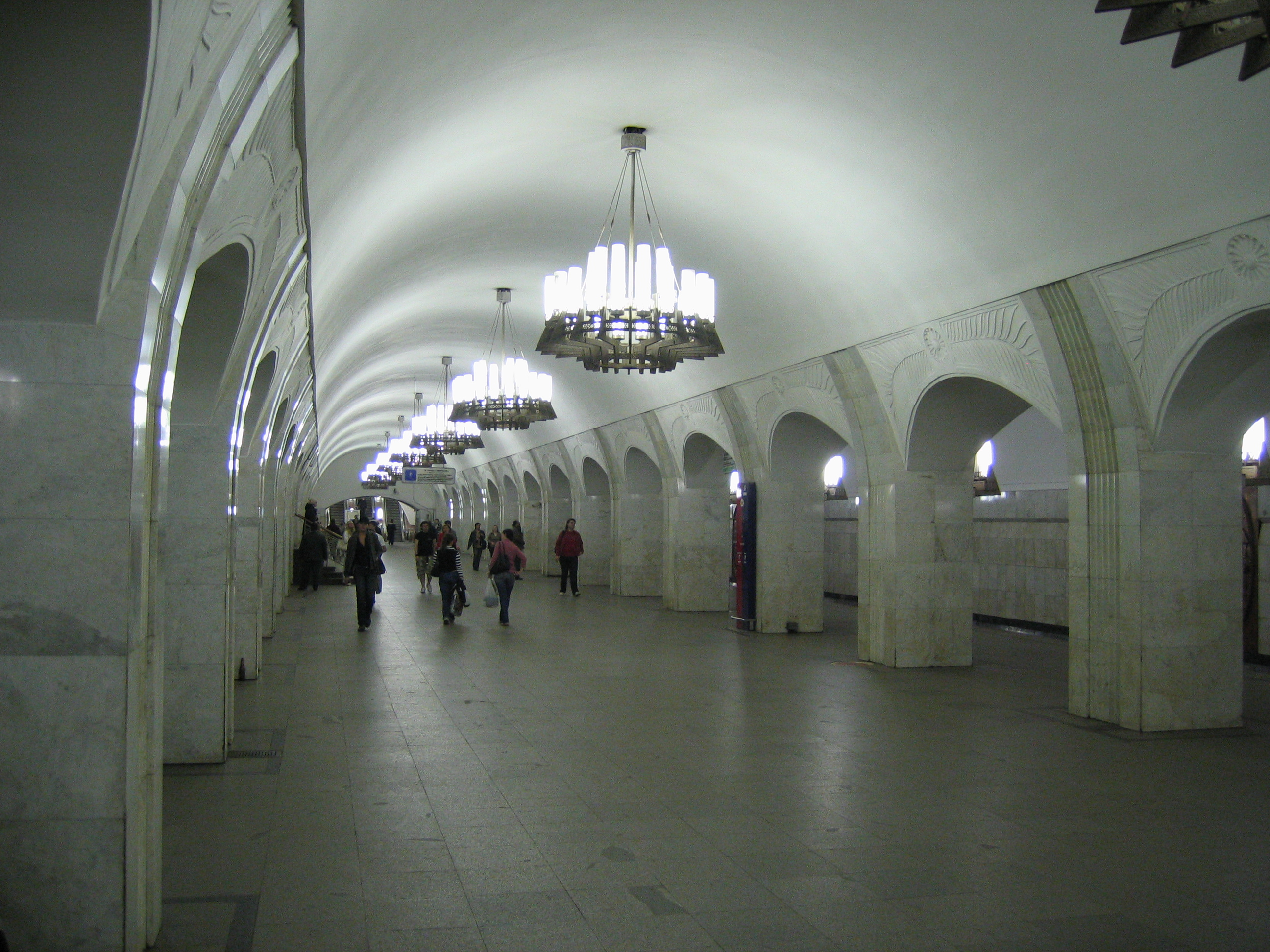
«Пушкинская»
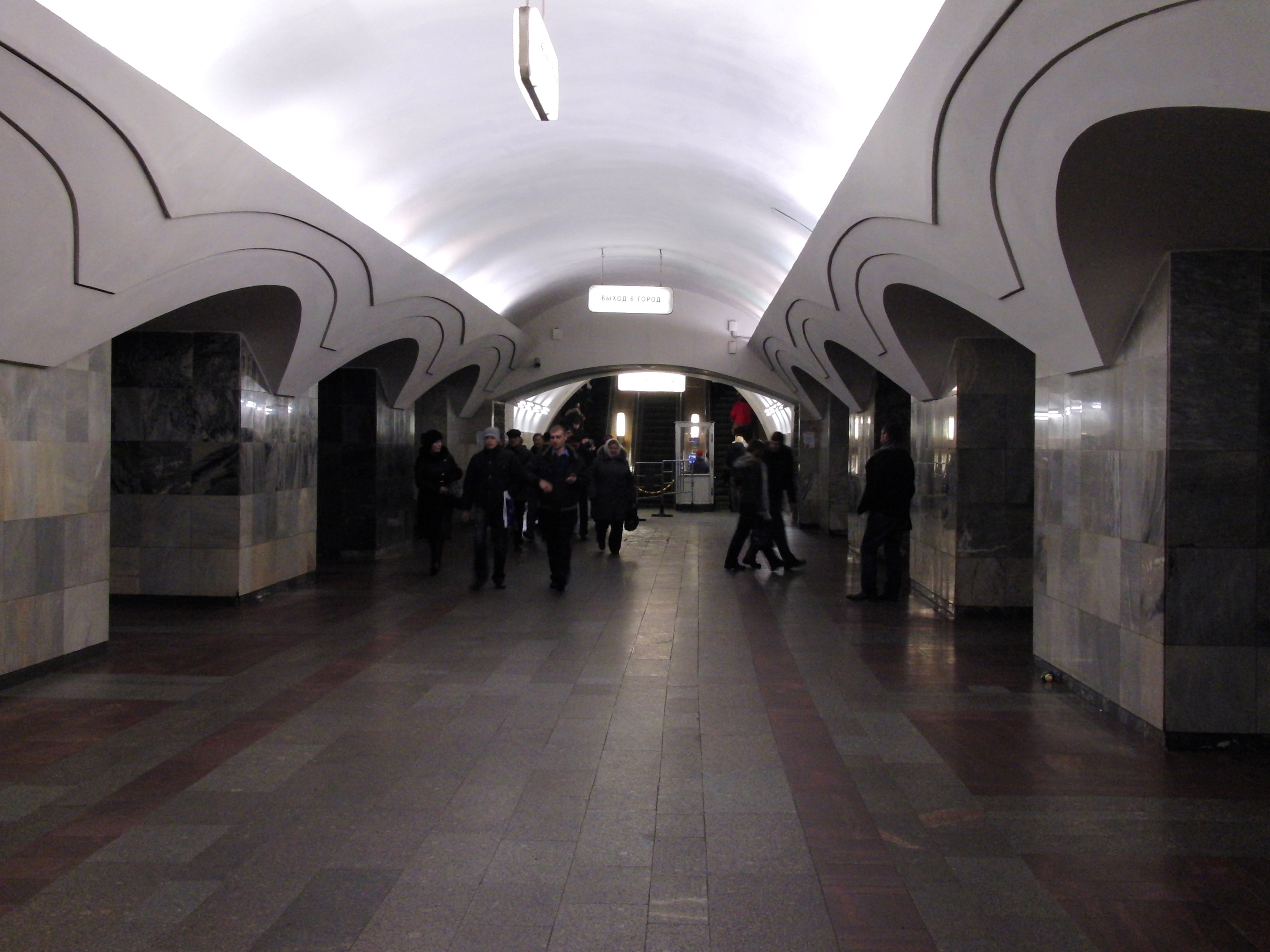
«Шоссе Энтузиастов»
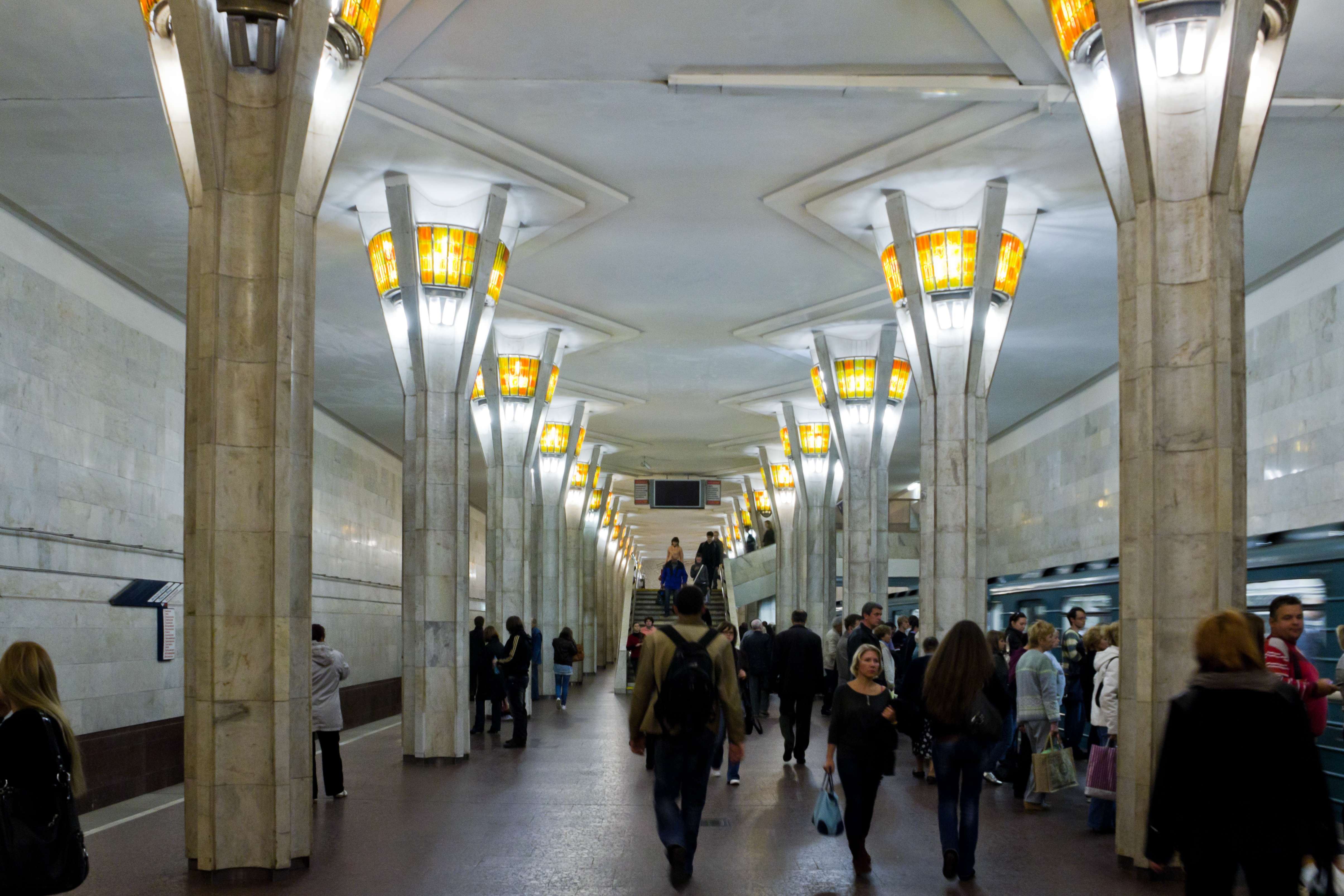
«Октябрьская» (Минск)